# Serdiana
Serdiana ist eine italienische Gemeinde (comune) mit 2645 Einwohnern (Stand 31. Dezember 2023) in der Metropolitanstadt Cagliari auf Sardinien. Die Gemeinde liegt etwa 18,5 Kilometer nordnordöstlich von Cagliari.

## Verkehr
Serdiana liegt an der Strada Statale 387 del Gerrei von Cagliari nach San Vito. Von hier aus führt die Strada Statale 466 di Sibiola nach Monastir. Bei Serdiana befindet sich ein kleiner Flugplatz für Leichtflugzeuge.